# Sabrina Lloyd
Pour les articles homonymes, voir Lloyd.
Sabrina Lloyd, née le 20 novembre 1970 à Fairfax (Virginie) aux États-Unis, est une actrice américaine. Elle est notamment connue pour son rôle de Wade Wells dans la série Sliders : Les Mondes parallèles.

## Biographie
Née à Fairfax en Virginie, elle a grandi à Eustis en Floride.
À 13 ans, elle a commencé sa carrière d'actrice dans le rôle de Pepper dans la comédie musicale Annie, produite par Mount Dora.
À 15 ans, elle a participé à un programme d'échange d'étudiants qui lui a permis de passer une année à Brisbane, Queensland, Australie. Elle a étudié à la Brisbane Royal Theatre Company. Jusqu'à ses 18 ans, elle n'a joué d'autres rôles qu'au théâtre.
Après de premiers rôles prometteurs, elle décroche le rôle de Wade Wells dans la série Sliders en 1994. Elle joue par la suite dans la série Sport Night.
Elle arrêt au cours des années 2000 sa carrière d'actrice pour se consacrer à sa vie de famille et à son autre passion le dessin

## Vie privée
En plus de sa carrière d'actrice, elle écrit et s'accompagne à la guitare.
Elle a deux chats, Lucy et Théodore.
Elle a été végétarienne pendant six ans au cours des années 1990,.
Elle s'est mariée en avril 1997.
Elle a vécu en Ouganda pendant deux ans, en 2009 et 2010, et a adopté une fille pendant ce séjour.
Elle a été enceinte pour son deuxième enfant, un garçon né en Italie à Rome où elle a vécu durant deux ans.
Elle vit entre le Canada et le Kenya.

## Filmographie

### Cinéma
- 1992 : Chain of Desire : Melissa
- 1992 : That Night : Jeanette
- 1993 : Un père en cavale (Father Hood) : Kelly Charles
- 1994 : Iris (vidéo)
- 2001 : On Edge de Karl Slovin : Becky Brooks
- 2001 : Wanderlust : Amanda
- 2003 : Dopamine : Sarah McCaulley
- 2004 : Something for Henry : Anna
- 2004 : The Breakup Artist : Kara
- 2004 : The Sisters of Mercy (vidéo)
- 2005 : The Girl from Monday : Cecile
- 2005 : Charlie's Party : Sarah
- 2006 : Universal Signs : Mary
- 2007 : Racing Daylight : Vicky Palmer / Helly
- 2010 : Hello Lonesome : Debby
- 2013 : The Pretty One : Edith

### Télévision
- 1988 : Superboy, saison 1, épisode 6 : "Un collectionneur pas comme les autres" (Bringing Down the House) : Betsy
- 1992 : New York, police judiciaire, saison 2, épisode 20 : "Récompense mortelle" (Intolérance) : Kate 'Katie' Silver
- 1993 : CBS Schoolbreak Special saison 10, épisode 3 "Love Off Limits" : Sarah Thompson
- 1995 - 1997 et 1999 : Sliders : Les Mondes parallèles : Wade Wells (principale saison 1 à 3 et invitée saison 5 - 49 épisodes)
- 1998 : Sports Night : Natalie Hurley
- 2000 : Madigan de père en fils (Madigan Men) : Wendy Lipton
- 2002 : Couples : Annie
- 2004 : DeMarco Affairs : Jessica DeMarco
- 2004 : My Sexiest Mistake : Amy
- 2005 : Numb3rs : Terry Lake
- 2007 : Wainy Days : Molly